# Canídromo
Canídromo lub Campo 28 de Maio – wielofunkcyjny stadion w mieście Makau. Obecnie używany przede wszystkim jako stadion piłkarski, chociaż posiada również bieżnię. Na stadionie również organizowane są biegi psów. Stadion może pomieścić 3 000 ludzi. 